# تشاد هينينغز
تشاد وليام هينينغز (بالإنجليزية: Chad William Hennings)‏ (ولد في 20 أكتوبر 1965 في إلبرون، آيوا، الولايات المتحدة) لاعب سابق في كرة القدم الأمريكية ولعب لصالح ناديي أكاديمية سلاح الجو فالكونز ودالاس كاوبويز. حصل على جائزة أوتلاند في عامه الجامعي الأول في عام 1987.
على الرغم من مواجهة التزامه لدخول سلاح الجو بعد تخرجه من الأكاديمية فإنه تم اختيار هينينغز في الجولة الحادية عشرة من موسم 1988 من قبل دالاس كاوبويز ولعب في الدوري الوطني لكرة القدم الأمريكية من 1992 إلى 2000 وحصل على ثلاثة بطولات سوبر بول.
نشر مع سرب العمليات الفضائية 92د على فترتين في  الخليج العربي. في الفترة من أبريل إلى يونيو 1991 ومن أكتوبر 1991 إلى يناير 1992 ومن مقر قاعدة إنجرليك الجوية بتركيا حلق هينينغز في 45 مرة بطائرة من طراز إيه-10 ثاندر بولت الثانية دعما لعملية توفير الراحة وهي جهود ساعدت على توفير الإغاثة والمساعدة الإنسانية للاجئين الأكراد في شمال العراق. حصل مرتين على وسام سلاح الجو وجائزة إنسانية وجائزة الوحدة المتميزة لأفعاله في الخدمة. تمت ترقيته إلى رتبة نقيب في 1 يونيو 1992.

## روابط خارجية
- تشاد هينينغز على موقع مرجع كرة القدم المحترفة.كوم (الإنجليزية)
- تشاد هينينغز على موقع قاعة آيوا للمشاهير الرياضية (الإنجليزية)
- تشاد هينينغز على موقع قاعة كولورادو للمشاهير الرياضية (الإنجليزية)